# علي سامره
علي سامره (23 نوفمبر 1977 برفسنجان في إيران - ) هو لاعب كرة قدم إيراني في مركز الهجوم. شارك مع منتخب إيران لكرة القدم. أما مع النوادي، فقد لعب مع نادي استقلال طهران ونادي الشعب ونادي باس همدان ونادي بديده ونادي بيروجيا ونادي عجمان ونادي فجر شهيد سباسي ونادي مس كرمان ونادي مس رفسنجان.

## روابط خارجية
- علي سامره على موقع قاعدة بيانات كرة القدم.إي يو (الإنجليزية)
- علي سامره على موقع ناشيونال فوتبول تيمز (الإنجليزية)
- علي سامره على موقع Soccerway.com (الإنجليزية)